# Petrijevci
 Petrijevci  è un comune della Croazia di 3 068 abitanti della Regione di Osijek e della Baranja.